# Argentina na Letních olympijských hrách 1956
Argentina se účastnila Letní olympiády 1956 v australském Melbourne v 8 sportech. Zastupovalo ji 28 sportovců (27 mužů a 1 žena).

## Medailové pozice
| Medaile | Jméno             | Sport    | Disciplína            |
| ------- | ----------------- | -------- | --------------------- |
| Stříbro | Humberto Selvetti | Vzpírání | těžká váha + 90 kg    |
| Bronz   | Víctor Zalazar    | Box      | váha střední do 75 kg |